# Vlasatitsa
Vlasatitsa (bulgariska: Власатица) är ett distrikt i Bulgarien.   Det ligger i kommunen Obsjtina Vratsa och regionen Vratsa, i den nordvästra delen av landet, 70 km norr om huvudstaden Sofia.
Omgivningarna runt Vlasatitsa är en mosaik av jordbruksmark och naturlig växtlighet. Runt Vlasatitsa är det ganska tätbefolkat, med 111 invånare per kvadratkilometer.